# Poecilopora cribritheca
Poecilopora cribritheca is een mosdiertjessoort uit de familie van de Lekythoporidae. De wetenschappelijke naam van de soort is, als Catadysis cribritheca, voor het eerst geldig gepubliceerd in 1957 door Harmer.